# Mega Shark vs. Kolossus
Mega Shark vs. Kolossus é uma 2015 filme de ficção científica estrelado por Illeana Douglas, Amy Rider e Brody Hutzler.
O filme é uma Sequência da série de filmes Mega Shark, entretanto possui pouco do elenco original.

## Enredo
Algum tempo após os eventos do filme anterior, os governos do mundo instituto de preparação de planos, no caso de outra Mega Tubarão aparece; outro tubarão é despertado por mineiros russo de perfuração subaquática, que buscavam por vermelho de mercúrio. Enquanto isso, uma equipe de exploradores liderado por um homem chamado Bento, procurando mercúrio vermelho, a mando de um desconhecido patrocinador, se dirige a uma mina na Rússia, onde eles descobrem um segredo de ações da substância. Uma dos membros da equipe é desmascarada como agente Americana Moira King (Amy Rider), mas enquanto um impasse entre King e os Russos ocorre, um robô gigante escondido debaixo das minas desperta. King escapa por pouco enquanto o robô, Kolossus, destrói a mina.
Dr. Alison Gray (Illeana Douglas) propõe aos militar o uso de seus recém-desenvolvidos transmissores sônicos, o que ela acredita que pode influenciar o tubarão e seu comportamento, mas é rejeitado em favor de uma forma mais agressiva plano estabelecido pelo seu colega, John Bullock (Jeff Hatch). Ela é, então, convocado pelo magnata da tecnologia e ambientalista Josué Dane (Brody Hutzler), CEO da DaneTech Indústrias, que está ciente dos planos do governo, graças à sua infiltração em suas comunicações por desconfiança de suas intenções. Dane sugere que eles trabalhem juntos para impedir o tubarão de forma mais humana e proteger o meio ambiente. Em outros lugares, King recruta o secretário de trabalho Spencer (Edward DeRuiter) para ajudá-la a parar Kolossus. Kolossus é descoberto como uma arma de destruição em massa móvel criada pelos Russos durante a Guerra Fria, alimentado por mercúrio vermelho e capaz de várias detonações.
A frota liderada pelo Almirante Jackson (Ernest Thomas) realiza um ataque ao tubarão, mas falha e Dr. Bullock é lançado ao mar. Dane e Alison se aproximam do  hidroavião e se oferecem para ajudar usando o transmissor de Alison,  mas o pod apresenta falhas e o tubarão escapa. King e Spencer se deparam com a batalha e unem forças com Dane e Alison encontrar o criador do Kolossus, Sergei Abramov (Patrick Bauchau). Quando localizam Abramov, ele dá-lhes uma bússola e pistas para onde a tecnologia para controlar Kolossus pode ser encontrado. Kolossus chega e detona, matando Abramov, enquanto os outros escapam.
A seguir dicas as Abramov, o grupo localiza o laboratório, onde ele criou Kolossus, que está agora debaixo de água. No entanto, o tubarão está nas proximidades; à medida que a fúria continua, o Almirante Jackson sofre uma ruptura e inicia um lançamento nuclear antes de se suicidar. A tenente Comandante Parker (Tara Price) consegue substituir a ordem, anulando o ataque, e King usa uma bandeira Americana para levar o Kolossus até o tubarão, que esta preso onde o laboratório está. King, Spencer, Alison e Dane procuram no laboratório de Kolossus, o controle do dispositivo, no entanto, o robô aparece e começa a lutar com o tubarão. Eles encontram o dispositivo e escapam do laboratório antes que a batalha o esmague. Kolossus aborda o navio de Dane, mas eles conseguem conectar o controlador no sistema de computador do navio na hora de parar com isso.
Com Kolossus sob controle, Dane trai os outros, revelando que ele foi o patrocinador de Bento e sabotador do transmissor de Alison para impedir  o governo de matar o tubarão, antes que ele pudesse encontrar mercúrio vermelho. Como ele recolhe o mercúrio vermelho a partir de Kolossus, o tubarão ataca novamente, mas ele usa Kolossus para anexar um transmissor nele, trazendo-o de tubarão sob seu controle. Dane transmite uma mensagem em todo o mundo, anunciando que ele tem o controle de ambos as Mega Shark e Kolossus e planos para usar Kolossus para destruir as cidades que produzem mais poluição, matando milhões de pessoas em nome de salvar o meio ambiente. Vários governos mandam jatos de combate contra ele, mas Dane usa Mega Shark e Kolossus para eliminá-los. Em seguida, ele declara ao mundo que ele espera de um ataque nuclear a seguir, com o aviso de que se ele for morto, ele irá desencadear a liberação de mercúrio vermelho para a atmosfera, tornando a Terra inóspita por séculos. Os EUA ativa a Iniciativa de Defesa Estratégica por satélite, Dane ordena que Kolossus jogue o tubarão no espaço, batendo o satélite a laser, e jogando-o fora do alvo, de modo que ele atinge a lua em vez do navio. Dane não percebe que, quando o tubarão cai de volta ao oceano, o transmissor cai. O tubarão ataca Kolossus, causando dano ao sistema de controle e gerando falhas. Kolossus almeja o navio; enquanto Alison, King e Spencer - que escaparam de suas algemas antes - fogem, Dane corre para a praia e é esmagado sob o pé de Kolossus.
Alison, King e Spencer observam da costa enquanto Mega Shark e Kolossus se envolvem em uma batalha final viciosa. Kolossus finalmente arrastou o tubarão para baixo, envolve-o e detona todo o seu suprimento remanescente de mercúrio vermelho, destruindo as duas criaturas. Com a crise acabada, os três sobreviventes aguardam resgate. Profundamente subaquático, outro ovo abriu, dando à luz um novo Mega Shark. Em uma cena pós-créditos,  o Dr. Bullock é morto pelo novo tubarão.

## Elenco
- Illeana Douglas como a Dr. Alison Gray
- Amy Piloto como Moira King
- Brody Hutzler como Josué Dane
- Edward DeRuiter como Spencer
- Ernest Thomas como Almirante Tito Jackson
- Tara Preço como Tenente Comandante Alisha Parker
- Jeff Hatch como o Dr. John bates
- Bryan Hanna como Bento
- Patrick Bauchau como Sergei Abramov